# 雷山水库
雷山水库是中国内蒙古自治区乌兰察布市卓资县境内的一座水库，位于大黑河支流蒙古寺河上，建于1959年。水库正常库容为342万立方米，集雨面积为230平方千米，海拔为1715.5米。